# Amethyst Mountain
Der Amethyst Mountain ist ein Berg im Yellowstone-Nationalpark im Nordwesten des US-Bundesstaates Wyoming. Sein Gipfel hat eine Höhe von 2930 m und ist Teil der Rocky Mountains. Er ist der höchste Gipfel und der zentrale Teil eines nordwestlich – südöstlich verlaufenden Bergrückens, der zwischen dem Lamar River im Nordosten und dem Deep Creek im Südwesten im Park County verläuft. Von Nordwesten nach Südosten besteht dieser Bergrücken aus Specimen Ridge, Amethyst Mountain und dem Mirror Plateau. Die nächste Stadt ist Cooke City-Silver Gate, Montana, 31 km entfernt.
1872 wurde er vom United States Geological Survey nach Amethysten, die auf seinem Gipfel gefunden wurden, benannt. Der Amethyst Mountain ist bekannt für seine Fülle an Amethysten, Opalen und Expositionen versteinerter Wälder. Der Gipfel des Amethyst Mountain wird vom Specimen Ridge Trail überquert.

## Geologie
Der Amethyst Mountain besteht aus einer geologischen Formation, die als Lamar River Formation bekannt ist. Innerhalb des Gebietes rund um den Berg ist sie über 130 m dick und besteht überwiegend aus Konglomerat und geringeren Anteilen aus Sandstein und Schluffstein. Die Konglomerate bestehen aus einer Vielzahl von Schlammflussablagerungen (Lahar) und mäandernden Bachablagerungen.

## Yellowstone Petrified Forest
Ein bemerkenswertes Merkmal des Amethyst Mountain sind die gut erhaltenen versteinerten Wälder, die in der Lamar River Formation an den Hängen des Berges gefunden wurden. Diese Konzentrationen von versteinertem Holz werden als Yellowstone Petrified Forest bezeichnet. Die umfangreichen Expositionen an den nordöstlichen Hängen des Amethyst Mountain umfassen ein klassisches Untersuchungsgebiet, den Fossil Forest, der seit mehr als 130 Jahren von einer Reihe von Forschern untersucht wird.

## Trivia
Der erste Teil des 3D-Computerspiels WolfQuest wurde nach dem Amethyst Mountain benannt.

## Belege
1. ↑  Peakbagger: Amethyst Mountain. Abgerufen am 4. Januar 2021.
2. ↑  Geonames: Amethyst Mountain. Abgerufen am 4. Januar 2021.
3. ↑  Henry Gannett: The Origin of Certain Place Names in the United States. Hrsg.: United States Geological Survey. Reston, Virginia 1905.
4. ↑  Holmes, WH: Report on the geology of the Yellowstone National Park. Hrsg.: US Geological Survey Territories of Wyoming and Idaho. 1878.
5. ↑  Schneider, B: Hiking Yellowstone National Park. Hrsg.: Falcon Press. Guilford, Connecticut 2003, ISBN 0-7627-2539-7.
6. ↑  Fritz, WJ: Geology of the Lamar River Formation, northeast Yellowstone National Park. Hrsg.: Wyoming Geological Association. Casper, Wyoming. 1982.
7. ↑  Fritz, WJ: Depositional Environment of the Eocene Lamar River Formation in Yellowstone National Park. Hrsg.: Doctoral Dissertation, The University of Montana. Missoula, Montana 1980.
8. ↑  Holmes, WH: Fossil forests of the volcanic Tertiary formation of Yellowstone National Park. Hrsg.: United States Geological and Geographical Survey, Department of the Interior. 1879.
9. ↑  Dorf, E: Petrified Forests of Yellowstone. Hrsg.: National Park Service, U.S. Department of Interior. Washington, D.C. 1980.